# 蒂耶尔尼
蒂耶尔尼（法語：Thiernu，法語發音：[tjɛʁny]）是法国上法蘭西大區埃纳省的一个市镇，属于拉昂区。

## 地理
蒂耶尔尼（49°45'39"N, 3°47'20"E）面积6.16 平方千米，位于法国上法蘭西大區埃纳省，该省份为法国北部内陆省份，北起北部省，西接索姆省和瓦兹省，东临阿登省和马恩省，西南至塞纳-马恩省，东北部与比利时接壤。
与蒂耶尔尼接壤的市镇（或旧市镇、城区）包括：贝尔朗库尔、吕尼、马尔勒、蒙蒂尼苏马尔勒、罗尼、沃阿里。

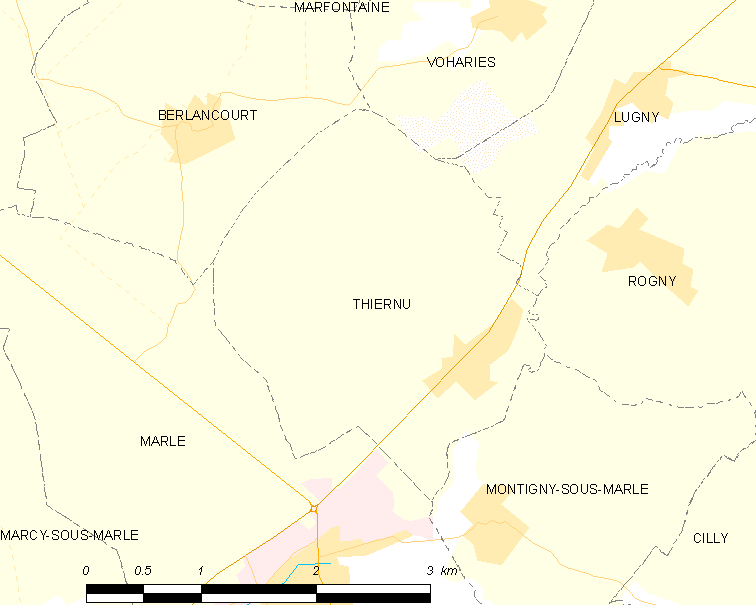
蒂耶尔尼的OSM定位图

蒂耶尔尼的时区为UTC+01:00、UTC+02:00（夏令时）。

## 行政
蒂耶尔尼的邮政编码为02250，INSEE市镇编码为02742。

## 政治
蒂耶尔尼所属的省级选区为马尔勒县。

## 人口

1962-2008年间蒂耶尔尼人口变化图示

蒂耶尔尼于2022年1月1日时的人口数量为120人。